# Ciro Ferri

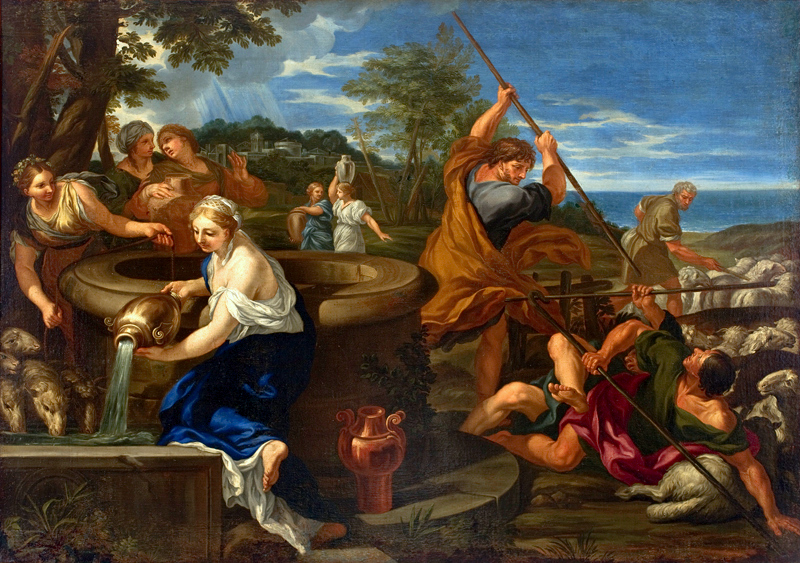
Moisés y las hijas de Jetró (1660-1689). Pintado por Ciro Ferri, (Museo de Arte de São Paulo).

Ciro Ferri fue un escultor y pintor barroco italiano, nacido en 1634 y fallecido el 13 de septiembre de 1689. Está considerado como el mejor alumno y sucesor de Pietro da Cortona.

## Biografía

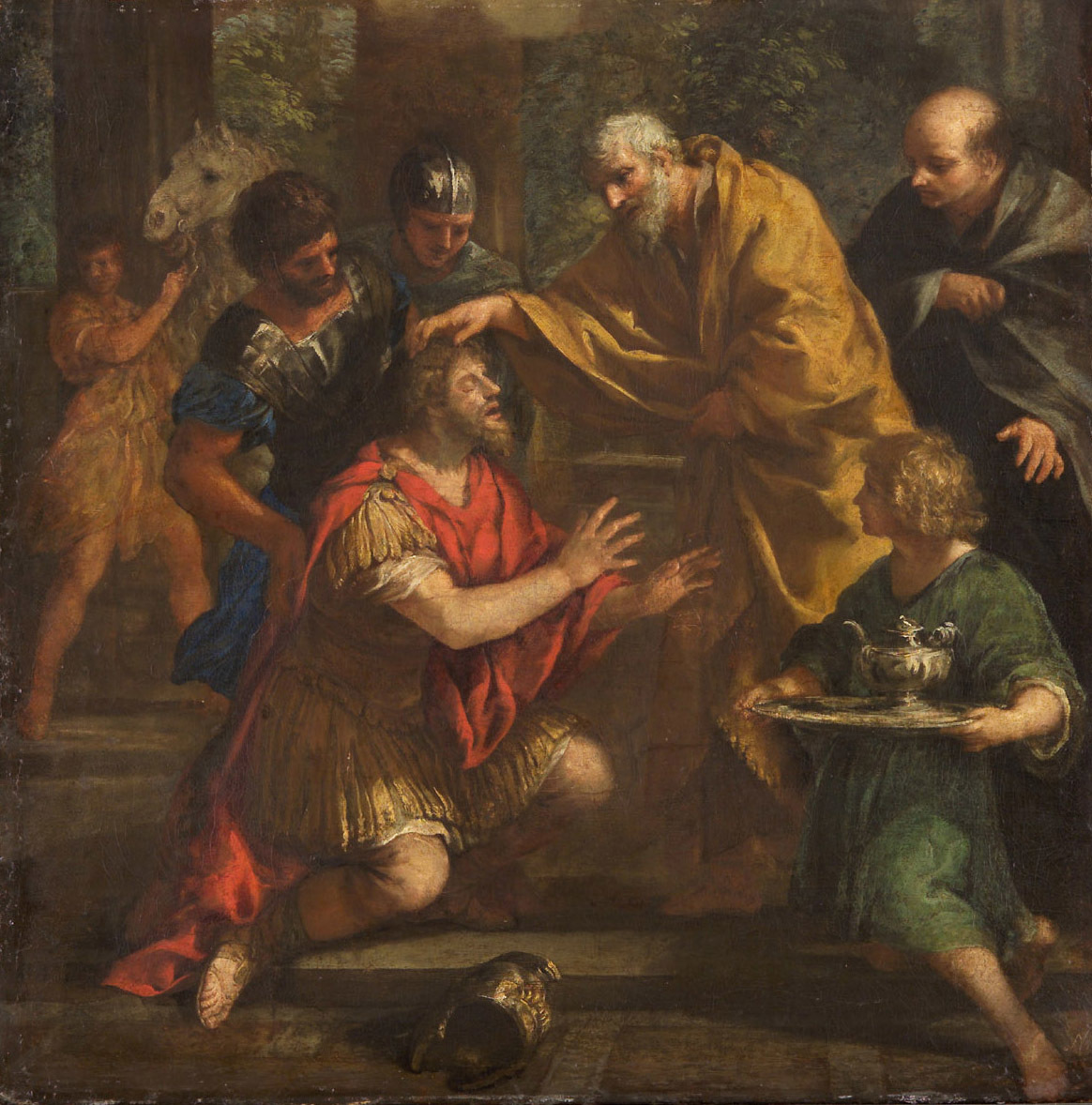
Ananías curando la ceguera de Saulo, 1660 (Museo de Historia del Arte de Viena).

Nació en Roma, donde comenzó a trabajar con Cortona y su equipo de artistas en la decoración al fresco del extenso Palacio del Quirinal (1656-1659). Colaboró con Cortona en los frescos y otras decoraciones internas en el Palacio Pitti, de Florencia (1659-1665). Su obra maestra independiente es una serie de frescos sobre las Sagradas Escrituras en la Iglesia de la Iglesia de Santa María de Bérgamo. Además, también es muy conocido su retablo San Ambrosio cura a los enfermos en la iglesia de San Ambrosio della Massima en Roma. 
En 1670, comenzó la pintura de la cúpula de la Basílica de Santa en Agone en el centro de Roma, en un estilo que recuerda la obra de Giovanni Lanfranco en la cúpula de la Basílica de Sant'Andrea della Valle, pero falleció antes de que se completara en 1693 por su sucesor Sebastiano Corbellini. 
Proporcionó también dibujos para grabados empleados en portadas de libros y  modelos arquitectónicos. Ferri fue designado para dirigir a los estudiantes florentinos en Roma, y Gabbiani fue uno de sus discípulos principales. En cuanto a su estilo, Ferri imitó a Pietro da Cortona, en contraste con el estilo más sobrio de Andrea Sacchi, continuado por Carlo Maratta, entre otros. La Encyclopædia Britannica (edición de 1911) se refiere a este movimiento como los llamados Maquinistas. Entre los muchos alumnos y asistentes estaban Ambrogio Besozzi, Camillo Gabrielli, Martiale Carpioni, Filippo Maria Galetti, Benedetto Luti, Giovanni Battista Marmi, Pietro Montanini, Giuseppe Nasini, Giovanni Odazzi, Tommaso Redi, y Urbano Romanelli. 
Ciro Ferri se convirtió en un miembro de la Accademia di San Luca el 3 de junio de 1657. Su copón para el altar mayor de Santa Maria en Vallicella es una de las obras maestras de la escultura al bronce del siglo XVII. Continuó con el patrocinio de los Médici cuando, junto con el escultor Ercole Ferrata, el pintor llevó la Academia de Medici a Roma, establecida en 1673 por el Gran Duque Cosme III de Médici. Entre los alumnos enviados allí desde Florencia estaba Anton Domenico Gabbiani, Giovanni Battista Foggini, Atanasio Bimbacci, Carlo Marcellini, y Massimiliano Soldani Benzi. 
Ferri fue también artífice del relicario del brazo de San Juan el Bautista que se encuentra en la Co-Catedral de San Juan en Malta.
Su único ejemplo en museos españoles ha de ser una pequeña Natividad (h. 1656), pintada sobre venturina (Museo del Prado, Madrid), que se atribuía hasta fecha reciente a Pietro da Cortona.